# Alternatywna Lewica
Alternatywna Lewica (niem. Alternative Linke, franc. La Gauche, włoski: La Sinistra) – szwajcarska lewicowa partia polityczna. Ruch ten ma na celu zjednoczenie ugrupowań znajdujących się na lewo od socjaldemokracji i zielonych. Ugrupowanie składa się z różnych lewicowych ugrupowań z których największymi są - Lista Alternatywna, Solidarities i Szwajcarska Partia Pracy. W wyborach w 2011 roku ugrupowanie uzyskało 1,2 procenta poparcia (28,861 głosów), dzięki czemu udało się zdobyć jeden mandat parlamentarzysty.

## Powstanie
Partia oficjalnie została założona 29 maja 2010, wtedy partia ogłosiła swój program. Jednak pierwszy zjazd ugrupowania odbył się już 21 listopada 2009. Drugi kongres odbył się w Zurychu 5 marca 2011, ugrupowanie podjęło wtedy decyzję o domaganiu się referendum przeciw zmianom podatkowym które mogłyby wpływać korzystnie na stan finansów zagranicznych biznesmenów.

## Sekcje
Ugrupowanie składa się z sześciu oficjalnych regionalnych sekcji:
- Alternative Linke Bern
- La Gauche Valais Romand
- La Gauche Arc jurassien
- La Gauche Vaud
- La Gauche Nyon
- La Gauche Genève

Istnieją także inne grupy zaangażowane w działalność Alternatywy ale niebędące bezpośrednio częścią ugrupowania:
- Alternative List Zürich
- Alternative List Winterthur
- Alternative List Limmattal
- Alternative List Schaffhausen
- La Sinistra Ticino